# Instituto Gallego de Estadística
El Instituto Gallego de Estadística (en gallego Instituto Galego de Estatística, IGE) es un organismo autónomo de la Хunta de Galicia creado en el año 1988 y que se rige básicamente por la Ley 9/1988 de Estadística de Galicia. En su misión de promover el desarrollo del sistema estadístico de la comunidad autónoma presta servicios de recompilación y difusión de la documentación estadística disponible, desarrolla bases de datos de interés público, analiza las necesidades y la evolución de la demanda de estadísticas y asegurar su difusión.